# Ministeri della Romania
Questo elenco comprende i ministeri della Romania, suddivisi per ambito d'attività, istituiti dal Governo della Romania a partire dal 1989.

## Ministeri della Romania dal 1989
L'elenco comprende esclusivamente le strutture ministeriali e non sono inclusi incarichi conferiti in qualità di ministro di stato o di ministro delegato.
In grassetto i ministeri attualmente attivi.

### Affari esteri
| Ministero                        | Denominazione originale                   | Periodo d'attività | Periodo d'attività |
| Ministero                        | Denominazione originale                   | Inizio             | Fine               |
| -------------------------------- | ----------------------------------------- | ------------------ | ------------------ |
| Ministero degli affari esteri    | Ministerul afacerilor externe             | 28 dicembre 1989   | Attivo             |
| Ministero per i romeni nel mondo | Ministerul pentru românii de pretutindeni | 4 gennaio 2017     | 29 giugno 2017     |
| Ministero per i romeni nel mondo | Ministerul pentru românii de pretutindeni | 29 gennaio 2018    | 4 novembre 2019    |

### Affari interni
| Ministero                                              | Denominazione originale                          | Periodo d'attività | Periodo d'attività |
| Ministero                                              | Denominazione originale                          | Inizio             | Fine               |
| ------------------------------------------------------ | ------------------------------------------------ | ------------------ | ------------------ |
| Ministero degli interni                                | Ministerul de interne                            | 26 dicembre 1989   | 19 giugno 2003     |
| Ministero dell'amministrazione e degli interni         | Ministerul administrației și internelor          | 19 giugno 2003     | 5 aprile 2007      |
| Ministero dell'amministrazione e degli interni         | Ministerul administrației și internelor          | 22 dicembre 2008   | 21 dicembre 2012   |
| Ministero degli interni e della riforma amministrativa | Ministerul internelor și reformei administrative | 5 aprile 2007      | 22 dicembre 2008   |
| Ministero degli affari interni                         | Ministerul afacerilor interne                    | 21 dicembre 2012   | Attivo             |

### Agricoltura
| Ministero                                                              | Denominazione originale                                  | Periodo d'attività | Periodo d'attività |
| Ministero                                                              | Denominazione originale                                  | Inizio             | Fine               |
| ---------------------------------------------------------------------- | -------------------------------------------------------- | ------------------ | ------------------ |
| Ministero dell'agricoltura e dell'industria alimentare                 | Ministerul agriculturii și industriei alimentare         | 28 dicembre 1989   | 16 ottobre 1991    |
| Ministero dell'agricoltura e dell'alimentazione                        | Ministerul agriculturii și alimentației                  | 16 ottobre 1991    | 28 dicembre 2000   |
| Ministero dell'agricoltura, dell'alimentazione e delle foreste         | Ministerul agriculturii, alimentației și pădurilor       | 28 dicembre 2000   | 19 giugno 2003     |
| Ministero dell'agricoltura, delle foreste, delle acque e dell'ambiente | Ministerul agriculturii, pădurilor, apelor și mediului   | 19 giugno 2003     | 11 marzo 2004      |
| Ministero dell'agricoltura, delle foreste e dello sviluppo rurale      | Ministerul agriculturii, pădurilor și dezvoltării rurale | 11 marzo 2004      | 5 aprile 2007      |
| Ministero dell'agricoltura, delle foreste e dello sviluppo rurale      | Ministerul agriculturii, pădurilor și dezvoltării rurale | 22 dicembre 2008   | 23 dicembre 2009   |
| Ministero dell'agricoltura e dello sviluppo rurale                     | Ministerul agriculturii și dezvoltării rurale            | 5 aprile 2007      | 22 dicembre 2008   |
| Ministero dell'agricoltura e dello sviluppo rurale                     | Ministerul agriculturii și dezvoltării rurale            | 23 dicembre 2009   | Attivo             |

### Ambiente
| Ministero                                                             | Denominazione originale                               | Periodo d'attività | Periodo d'attività |
| Ministero                                                             | Denominazione originale                               | Inizio             | Fine               |
| --------------------------------------------------------------------- | ----------------------------------------------------- | ------------------ | ------------------ |
| Ministero delle acque, delle foreste e dell'ambiente                  | Ministerul apelor, pădurilor și mediului înconjurător | 28 dicembre 1989   | 28 giugno 1990     |
| Ministero dell'ambiente                                               | Ministerul mediului                                   | 28 giugno 1990     | 19 novembre 1992   |
| Ministero dell'ambiente                                               | Ministerul mediului                                   | 22 dicembre 2008   | 23 dicembre 2009   |
| Ministero dell'ambiente                                               | Ministerul mediului                                   | 4 gennaio 2017     | 4 novembre 2019    |
| Ministero delle acque, delle foreste e della protezione dell'ambiente | Ministerul apelor, pădurilor și protecției mediului   | 19 novembre 1992   | 28 dicembre 2000   |
| Ministero delle acque e della protezione dell'ambiente                | Ministerul apelor și protecției mediului              | 28 dicembre 2000   | 19 giugno 2003     |
| Ministero dell'ambiente e della gestione delle acque                  | Ministerul mediului și gospodăririi apelor            | 11 marzo 2004      | 5 aprile 2007      |
| Ministero dell'ambiente e dello sviluppo sostenibile                  | Ministerul mediului și dezvoltării durabile           | 5 aprile 2007      | 22 dicembre 2008   |
| Ministero dell'ambiente e delle foreste                               | Ministerul mediului și pădurilor                      | 23 dicembre 2009   | 21 dicembre 2012   |
| Ministero dell'ambiente e dei cambiamenti climatici                   | Ministerul mediului și schimbărilor climatice         | 21 dicembre 2012   | 17 dicembre 2014   |
| Ministero dell'ambiente, delle acque e delle foreste                  | Ministerul mediului, apelor și pădurilor              | 17 dicembre 2014   | 4 gennaio 2017     |
| Ministero dell'ambiente, delle acque e delle foreste                  | Ministerul mediului, apelor și pădurilor              | 4 novembre 2019    | Attivo             |
| Ministero delle acque e delle foreste                                 | Ministerul apelor și pădurilor                        | 4 gennaio 2017     | 4 novembre 2019    |

### Amministrazione
| Ministero                                               | Denominazione originale                               | Periodo d'attività | Periodo d'attività |
| Ministero                                               | Denominazione originale                               | Inizio             | Fine               |
| ------------------------------------------------------- | ----------------------------------------------------- | ------------------ | ------------------ |
| Ministero per la riforma e i rapporti con il Parlamento | Ministerul pentru reformă și relațiile cu Parlamentul | 28 giugno 1990     | 16 ottobre 1991    |
| Ministero per i rapporti con il Parlamento              | Ministerul pentru relația cu Parlamentul              | 16 ottobre 1991    | 16 dicembre 1998   |
| Ministero per i rapporti con il Parlamento              | Ministerul pentru relația cu Parlamentul              | 28 dicembre 2000   | 19 giugno 2003     |
| Ministero per i rapporti con il Parlamento              | Ministerul pentru relația cu Parlamentul              | 7 maggio 2012      | 21 dicembre 2012   |
| Ministero per i rapporti con il Parlamento              | Ministerul pentru relația cu Parlamentul              | 29 giugno 2017     | 4 novembre 2019    |
| Ministero della riforma                                 | Ministerul reformei                                   | 12 dicembre 1996   | 16 dicembre 1998   |
| Ministero della funzione pubblica                       | Ministerul funcției publice                           | 22 dicembre 1999   | 28 dicembre 2000   |
| Ministero della pubblica amministrazione                | Ministrul administrației publice                      | 28 dicembre 2000   | 19 giugno 2003     |
| Ministero delle informazioni pubbliche                  | Ministerul informațiilor publice                      | 28 dicembre 2000   | 19 giugno 2003     |

### Commercio
| Ministero                                                                                    | Denominazione originale                                                                 | Periodo d'attività | Periodo d'attività |
| Ministero                                                                                    | Denominazione originale                                                                 | Inizio             | Fine               |
| -------------------------------------------------------------------------------------------- | --------------------------------------------------------------------------------------- | ------------------ | ------------------ |
| Ministero del commercio estero                                                               | Ministerul comerțului exterior                                                          | 2 gennaio 1990     | 28 giugno 1990     |
| Ministero del commercio e del turismo                                                        | Ministerul comerțului și turismului                                                     | 28 giugno 1990     | 19 novembre 1992   |
| Ministero del commercio                                                                      | Ministerul comerțului                                                                   | 19 novembre 1992   | 12 dicembre 1996   |
| Ministero per la piccola e media impresa e la cooperazione                                   | Ministerul pentru întreprinderile mici și mijlocii și cooperație                        | 28 dicembre 2000   | 19 giugno 2003     |
| Ministero per la piccola e media impresa, il commercio, il turismo e le professioni liberali | Ministerul pentru întreprinderi mici și mijlocii, comerț, turism și profesii liberale   | 5 aprile 2007      | 22 dicembre 2008   |
| Ministero per la piccola e media impresa, del commercio e del contesto imprenditoriale       | Ministerul pentru întreprinderi mici și mijlocii, al comerțului și al mediul de afaceri | 22 dicembre 2008   | 23 dicembre 2009   |
| Ministero dell'energia, della piccola e media impresa e del contesto imprenditoriale         | Ministerul energiei, întreprinderilor mici și mijlocii și mediului de afaceri           | 17 dicembre 2014   | 17 novembre 2015   |
| Ministro per gli affari, il commercio e le imprese                                           | Ministerul pentru mediul de afaceri, comerț și antreprenoriat                           | 4 gennaio 2017     | 4 novembre 2019    |
| Ministero dell'imprenditoria e del turismo                                                   | Ministerul Antreprenoriatului și Turismului                                             | 25 novembre 2021   | 15 giugno 2023     |

### Comunicazioni
| Ministero                                                       | Denominazione originale                                | Periodo d'attività | Periodo d'attività |
| Ministero                                                       | Denominazione originale                                | Inizio             | Fine               |
| --------------------------------------------------------------- | ------------------------------------------------------ | ------------------ | ------------------ |
| Ministero delle poste e delle telecomunicazioni                 | Ministerul poștelor și telecomunicațiilor              | 2 gennaio 1990     | 28 giugno 1990     |
| Ministero delle comunicazioni                                   | Ministerul comunicațiilor                              | 28 giugno 1990     | 16 dicembre 1998   |
| Ministero delle comunicazioni e della tecnologia informatica    | Ministerul comunicațiilor și tehnologiei informației   | 28 dicembre 2000   | 22 dicembre 2008   |
| Ministero delle comunicazioni e della società dell'informazione | Ministerul comunicațiilor și societății informaționale | 22 dicembre 2008   | 21 dicembre 2012   |
| Ministero delle comunicazioni e della società dell'informazione | Ministerul comunicațiilor și societății informaționale | 17 novembre 2015   | 4 novembre 2019    |
| Ministero per la società dell'informazione                      | Ministerul pentru societatea informațională            | 21 dicembre 2012   | 17 novembre 2015   |

### Cultura
| Ministero                                                     | Denominazione originale                                 | Periodo d'attività | Periodo d'attività |
| Ministero                                                     | Denominazione originale                                 | Inizio             | Fine               |
| ------------------------------------------------------------- | ------------------------------------------------------- | ------------------ | ------------------ |
| Ministero della cultura e del patrimonio nazionale            | Ministerul culturii și patrimoniului național           | 28 dicembre 1989   | 28 dicembre 2000   |
| Ministero della cultura e del patrimonio nazionale            | Ministerul culturii și patrimoniului național           | 23 dicembre 2009   | 21 dicembre 2012   |
| Ministero dei culti                                           | Ministerul cultelor                                     | 18 gennaio 1990    | 28 giugno 1990     |
| Ministero della cultura e dei culti                           | Ministerul culturii și cultelor                         | 28 dicembre 2000   | 22 dicembre 2008   |
| Ministero della cultura, dei culti e del patrimonio nazionale | Ministerul culturii, cultelor și patrimoniului național | 22 dicembre 2008   | 23 dicembre 2009   |
| Ministero della cultura                                       | Ministerul culturii                                     | 21 dicembre 2012   | 4 gennaio 2017     |
| Ministero della cultura                                       | Ministerul culturii                                     | 4 novembre 2019    | Attivo             |
| Ministero della cultura e dell'identità nazionale             | Ministrul culturii și identității naționale             | 4 gennaio 2017     | 4 novembre 2019    |

### Difesa
| Ministero                        | Denominazione originale       | Periodo d'attività | Periodo d'attività |
| Ministero                        | Denominazione originale       | Inizio             | Fine               |
| -------------------------------- | ----------------------------- | ------------------ | ------------------ |
| Ministero della difesa nazionale | Ministerul apărării naționale | 26 dicembre 1989   | Attivo             |

### Economia e finanze
| Ministero                                                                         | Denominazione originale                                               | Periodo d'attività | Periodo d'attività |
| Ministero                                                                         | Denominazione originale                                               | Inizio             | Fine               |
| --------------------------------------------------------------------------------- | --------------------------------------------------------------------- | ------------------ | ------------------ |
| Ministero delle finanze                                                           | Ministerul finanțelor                                                 | 26 dicembre 1989   | 30 aprile 1991     |
| Ministero delle finanze                                                           | Ministerul finanțelor                                                 | 19 novembre 1992   | 28 dicembre 2000   |
| Ministero delle finanze                                                           | Ministerul finanțelor                                                 | 23 dicembre 2020   | Attivo             |
| Ministero dell'economia e delle finanze                                           | Ministerul economiei și finanțelor                                    | 30 aprile 1991     | 19 novembre 1992   |
| Ministero dell'economia e delle finanze                                           | Ministerul economiei și finanțelor                                    | 5 aprile 2007      | 22 dicembre 2008   |
| Ministero delle finanze pubbliche                                                 | Ministerul finanțelor publice                                         | 28 dicembre 2000   | 5 aprile 2007      |
| Ministero delle finanze pubbliche                                                 | Ministerul finanțelor publice                                         | 22 dicembre 2008   | 23 dicembre 2020   |
| Ministero dell'economia nazionale                                                 | Ministerul economiei naționale                                        | 28 dicembre 1989   | 16 febbraio 1990   |
| Ministero della privatizzazione                                                   | Ministerul privatizării                                               | 5 dicembre 1997    | 19 ottobre 1998    |
| Ministero dell'economia e del commercio                                           | Ministerul economiei și comerțului                                    | 19 giugno 2003     | 5 aprile 2007      |
| Ministero dell'economia                                                           | Ministerul economiei                                                  | 22 dicembre 2008   | 23 dicembre 2009   |
| Ministero dell'economia                                                           | Ministerul economiei                                                  | 21 dicembre 2012   | 17 dicembre 2014   |
| Ministero dell'economia                                                           | Ministerul economiei                                                  | 4 gennaio 2017     | 4 novembre 2019    |
| Ministero dell'economia                                                           | Ministerul economiei                                                  | 25 novembre 2021   | 15 giugno 2023     |
| Ministero dell'economia, del commercio e delle imprese                            | Ministerul economiei, comerțului și mediului de afaceri               | 23 dicembre 2009   | 21 dicembre 2012   |
| Ministero dell'economia, del commercio e del turismo                              | Ministerul economiei, comerțului și turismului                        | 17 dicembre 2014   | 17 novembre 2015   |
| Ministero dell'economia, del commercio e dei rapporti con le imprese              | Ministerul economiei, comerțului și relațiilor cu mediul de afaceri   | 17 novembre 2015   | 4 gennaio 2017     |
| Ministero dell'economia, dell'energia e delle imprese                             | Ministrul economiei, energiei și mediului de afaceri                  | 4 novembre 2019    | 23 dicembre 2020   |
| Ministero dell'economia, dell'imprenditoria e del turismo                         | Ministerul economiei, antreprenoriatului și turismului                | 23 dicembre 2020   | 25 novembre 2021   |
| Ministero dell'economia, dell'imprenditoria e del turismo                         | Ministerul economiei, antreprenoriatului și turismului                | 15 giugno 2023     | 23 dicembre 2024   |
| Ministero dell'economia, della digitalizzazione, dell'imprenditoria e del turismo | Ministerul Economiei, Digitalizării, Antreprenoriatului și Turismului | 23 dicembre 2024   | Attivo             |

### Fondi europei
| Ministero                                           | Denominazione originale                          | Periodo d'attività | Periodo d'attività |
| Ministero                                           | Denominazione originale                          | Inizio             | Fine               |
| --------------------------------------------------- | ------------------------------------------------ | ------------------ | ------------------ |
| Ministero dell'integrazione europea                 | Ministerul integrării europene                   | 28 dicembre 2000   | 5 aprile 2007      |
| Ministero degli affari europei                      | Ministerul afacerilor europene                   | 20 settembre 2011  | 21 dicembre 2012   |
| Ministero dei fondi europei                         | Ministrul fondurilor europene                    | 21 dicembre 2012   | 4 gennaio 2017     |
| Ministero dei fondi europei                         | Ministrul fondurilor europene                    | 29 gennaio 2018    | 23 dicembre 2020   |
| Ministero degli investimenti e dei progetti europei | Ministerul investițiilor și proiectelor europene | 23 dicembre 2020   | Attivo             |

### Giustizia
| Ministero                                               | Denominazione originale                        | Periodo d'attività | Periodo d'attività |
| Ministero                                               | Denominazione originale                        | Inizio             | Fine               |
| ------------------------------------------------------- | ---------------------------------------------- | ------------------ | ------------------ |
| Ministero della giustizia                               | Ministerul justiției                           | 3 gennaio 1990     | 22 dicembre 2008   |
| Ministero della giustizia                               | Ministerul justiției                           | 23 dicembre 2009   | Attivo             |
| Ministero della giustizia e della libertà dei cittadini | Ministerul justiției și libertății cetățenești | 22 dicembre 2008   | 23 dicembre 2009   |

### Industria e risorse
| Ministero                                                          | Denominazione originale                                             | Periodo d'attività | Periodo d'attività |
| Ministero                                                          | Denominazione originale                                             | Inizio             | Fine               |
| ------------------------------------------------------------------ | ------------------------------------------------------------------- | ------------------ | ------------------ |
| Ministero dell'energia elettrica                                   | Ministerul energiei electrice                                       | 28 dicembre 1989   | 28 giugno 1990     |
| Ministero dell'industria chimica e petrolchimica                   | Ministerul industriei chimice și petrochimice                       | 28 dicembre 1989   | 28 giugno 1990     |
| Ministero dell'industria elettrotecnica, elettronica e informatica | Ministerul industriei electrotehnicii, electronicii și informaticii | 29 dicembre 1989   | 28 marzo 1990      |
| Ministero dell'industria metallurgica                              | Ministerul industriei metalurgice                                   | 29 dicembre 1989   | 28 giugno 1990     |
| Ministero del petrolio                                             | Ministerul petrolului                                               | 29 dicembre 1989   | 28 giugno 1990     |
| Ministero dell'industria leggera                                   | Ministerul industriei ușoare                                        | 29 dicembre 1989   | 28 giugno 1990     |
| Ministero dell'industria delle costruzioni di macchinari           | Ministerul industriei construcțiilor de mașini                      | 30 dicembre 1989   | 28 marzo 1990      |
| Ministero delle miniere                                            | Ministerul minelor                                                  | 2 gennaio 1990     | 28 giugno 1990     |
| Ministero della geologia                                           | Ministerul geologiei                                                | 2 gennaio 1990     | 28 giugno 1990     |
| Ministero dell'industria del legno                                 | Ministerul industriei lemnului                                      | 14 gennaio 1990    | 28 giugno 1990     |
| Ministero delle costruzioni                                        | Ministerul construcțiilor                                           | 14 gennaio 1990    | 28 giugno 1990     |
| Ministero delle risorse e dell'industria                           | Ministerul resurselor și industriei                                 | 28 giugno 1990     | 30 aprile 1991     |
| Ministero dell'industria                                           | Ministerul industriei                                               | 30 aprile 1991     | 19 novembre 1992   |
| Ministero delle industrie                                          | Ministerul industriilor                                             | 19 novembre 1992   | 12 dicembre 1996   |
| Ministero dell'industria e del commercio                           | Ministerul industriei și comerțului                                 | 12 dicembre 1996   | 28 dicembre 2000   |
| Ministero dell'industria e delle risorse                           | Ministerul industriei și resurselor                                 | 28 dicembre 2000   | 19 giugno 2003     |
| Ministero dell'energia                                             | Ministerul Energiei                                                 | 17 novembre 2015   | 4 novembre 2019    |
| Ministero dell'energia                                             | Ministerul Energiei                                                 | 23 dicembre 2020   | Attivo             |

### Istruzione e ricerca
| Ministero                                                              | Denominazione originale                                    | Periodo d'attività | Periodo d'attività |
| Ministero                                                              | Denominazione originale                                    | Inizio             | Fine               |
| ---------------------------------------------------------------------- | ---------------------------------------------------------- | ------------------ | ------------------ |
| Ministero dell'istruzione                                              | Ministerul învățământului                                  | 30 dicembre 1989   | 28 giugno 1990     |
| Ministero dell'istruzione                                              | Ministerul învățământului                                  | 19 novembre 1992   | 5 dicembre 1997    |
| Ministero dell'istruzione e della scienza                              | Ministerul învățământului și științei                      | 28 giugno 1990     | 19 novembre 1992   |
| Ministero dell'educazione nazionale                                    | Ministerul educației naționale                             | 5 dicembre 1997    | 28 dicembre 2000   |
| Ministero dell'educazione nazionale                                    | Ministerul educației naționale                             | 21 dicembre 2012   | 17 dicembre 2014   |
| Ministero dell'educazione nazionale                                    | Ministerul educației naționale                             | 4 gennaio 2017     | 4 novembre 2019    |
| Ministero dell'educazione e della ricerca                              | Ministerul educației și cercetării                         | 28 dicembre 2000   | 19 giugno 2003     |
| Ministero dell'educazione e della ricerca                              | Ministerul educației și cercetării                         | 11 marzo 2004      | 5 aprile 2007      |
| Ministero dell'educazione e della ricerca                              | Ministerul educației și cercetării                         | 4 novembre 2019    | 23 dicembre 2020   |
| Ministero dell'educazione e della ricerca                              | Ministerul educației și cercetării                         | 23 dicembre 2024   | Attivo             |
| Ministero dell'educazione, della ricerca e della gioventù              | Ministerul educației, cercetării și tineretului            | 19 giugno 2003     | 11 marzo 2004      |
| Ministero dell'educazione, della ricerca e della gioventù              | Ministerul educației, cercetării și tineretului            | 5 aprile 2007      | 22 dicembre 2008   |
| Ministero dell'educazione e della ricerca scientifica                  | Ministerul educației și cercetării științifice             | 17 dicembre 2014   | 17 novembre 2015   |
| Ministero dell'educazione nazionale e della ricerca scientifica        | Ministerul educației naționale și cercetării științifice   | 17 novembre 2015   | 4 gennaio 2017     |
| Ministero dell'educazione, della ricerca e dell'innovazione            | Ministerul educației, cercetării și inovării               | 22 dicembre 2008   | 23 dicembre 2009   |
| Ministero dell'educazione, della ricerca, della gioventù e dello sport | Ministerul educației, cercetării, tineretului și sportului | 23 dicembre 2009   | 21 dicembre 2012   |
| Ministero dell'educazione                                              | Ministerul educației                                       | 23 dicembre 2020   | 23 dicembre 2024   |
| Ministero della ricerca e della tecnologia                             | Ministerul cercetării și tehnologiei                       | 19 novembre 1992   | 17 dicembre 1998   |
| Ministro della ricerca e dell'innovazione                              | Ministerul cercetării și inovării                          | 4 gennaio 2017     | 4 novembre 2019    |
| Ministro della ricerca, dell'innovazione e della digitalizzazione      | Ministerul cercetării, inovării și digitalizării           | 23 dicembre 2020   | 23 dicembre 2024   |

### Lavoro
| Ministero                                                                        | Denominazione originale                                                  | Periodo d'attività | Periodo d'attività |
| Ministero                                                                        | Denominazione originale                                                  | Inizio             | Fine               |
| -------------------------------------------------------------------------------- | ------------------------------------------------------------------------ | ------------------ | ------------------ |
| Ministero del lavoro e degli aiuti sociali                                       | Ministerul muncii și ocrotirilor sociale                                 | 5 gennaio 1990     | 28 giugno 1990     |
| Ministero del lavoro e della protezione sociale                                  | Ministerul muncii protecției sociale                                     | 28 giugno 1990     | 28 dicembre 2000   |
| Ministero del lavoro e della protezione sociale                                  | Ministerul muncii protecției sociale                                     | 4 novembre 2019    | 25 novembre 2021   |
| Ministero del lavoro e della solidarietà sociale                                 | Ministerul muncii și solidarității sociale                               | 28 dicembre 2000   | 19 giugno 2003     |
| Ministero del lavoro e della solidarietà sociale                                 | Ministerul muncii și solidarității sociale                               | 25 novembre 2021   | 23 dicembre 2024   |
| Ministero del lavoro, della solidarietà sociale e della famiglia                 | Ministerul muncii, solidarității sociale și familiei                     | 19 giugno 2003     | 5 aprile 2007      |
| Ministero del lavoro, della famiglia e delle pari opportunità                    | Ministerul muncii, familiei și egalității de șanse                       | 5 aprile 2007      | 22 dicembre 2008   |
| Ministero del lavoro, della famiglia e della protezione sociale                  | Ministerul muncii, familiei și protecției sociale                        | 22 dicembre 2008   | 21 dicembre 2012   |
| Ministero del lavoro, della famiglia, della protezione sociale e degli anziani   | Ministerul muncii, familiei, protecției sociale și persoanelor vârstnice | 21 dicembre 2012   | 4 gennaio 2017     |
| Ministro del lavoro e della giustizia sociale                                    | Ministerul muncii și justiției sociale                                   | 4 gennaio 2017     | 4 novembre 2019    |
| Ministero delle consultazioni pubbliche e del dialogo sociale                    | Ministerul consultării publice și dialogului social                      | 4 gennaio 2017     | 29 gennaio 2018    |
| Ministero della famiglia, della gioventù e delle pari opportunità                | Ministrul Familiei, Tineretului și Egalității de Șanse                   | 25 novembre 2021   | 23 dicembre 2024   |
| Ministero del lavoro, della famiglia, della gioventù e della solidarietà sociale | Ministerul Muncii, Familiei, Tineretului și Solidarității Sociale        | 23 dicembre 2024   | Attivo             |

### Salute
| Ministero                               | Denominazione originale          | Periodo d'attività | Periodo d'attività |
| Ministero                               | Denominazione originale          | Inizio             | Fine               |
| --------------------------------------- | -------------------------------- | ------------------ | ------------------ |
| Ministero della salute                  | Ministerul sănătății             | 30 dicembre 1989   | 28 dicembre 2000   |
| Ministero della salute                  | Ministerul sănătății             | 19 giugno 2003     | 5 aprile 2007      |
| Ministero della salute                  | Ministerul sănătății             | 22 dicembre 2008   | Attivo             |
| Ministero della salute e della famiglia | Ministerul sănătății și familiei | 28 dicembre 2000   | 19 giugno 2003     |
| Ministero della salute pubblica         | Ministerul sănătății publice     | 5 aprile 2007      | 22 dicembre 2008   |

### Sport
| Ministero                              | Denominazione originale             | Periodo d'attività | Periodo d'attività |
| Ministero                              | Denominazione originale             | Inizio             | Fine               |
| -------------------------------------- | ----------------------------------- | ------------------ | ------------------ |
| Ministero dello sport                  | Ministerul sportului                | 30 dicembre 1989   | 28 giugno 1990     |
| Ministero dello sport                  | Ministerul sportului                | 25 novembre 2021   | 15 giugno 2023     |
| Ministero della gioventù e dello sport | Ministerul tineretului și sportului | 28 giugno 1990     | 19 giugno 2003     |
| Ministero della gioventù e dello sport | Ministerul tineretului și sportului | 22 dicembre 2008   | 23 dicembre 2009   |
| Ministero della gioventù e dello sport | Ministerul tineretului și sportului | 21 dicembre 2012   | 25 novembre 2021   |

### Sviluppo
| Ministero                                                                              | Denominazione originale                                                         | Periodo d'attività | Periodo d'attività |
| Ministero                                                                              | Denominazione originale                                                         | Inizio             | Fine               |
| -------------------------------------------------------------------------------------- | ------------------------------------------------------------------------------- | ------------------ | ------------------ |
| Ministero dello sviluppo e della prognosi economica                                    | Ministerul dezvoltării și prognozei                                             | 28 dicembre 2000   | 19 giugno 2003     |
| Ministero dello sviluppo, dei lavori pubblici e delle abitazioni                       | Ministerul dezvoltării, lucrărilor publice și locuințelor                       | 5 aprile 2007      | 22 dicembre 2008   |
| Ministero dello sviluppo regionale e delle abitazioni                                  | Ministerul dezvoltării regionale și locuinței                                   | 22 dicembre 2008   | 23 dicembre 2009   |
| Ministero dello sviluppo regionale e del turismo                                       | Ministerul dezvoltării regionale și turismului                                  | 23 dicembre 2009   | 21 dicembre 2012   |
| Ministero dello sviluppo regionale e della pubblica amministrazione                    | Ministerul dezvoltării regionale și administrației publice                      | 21 dicembre 2012   | 4 gennaio 2017     |
| Ministero dello sviluppo regionale e della pubblica amministrazione                    | Ministerul dezvoltării regionale și administrației publice                      | 29 gennaio 2018    | 4 novembre 2019    |
| Ministero dello sviluppo regionale, della pubblica amministrazione e dei fondi europei | Ministerul dezvoltării regionale, administrației publice și fondurilor europene | 4 gennaio 2017     | 29 gennaio 2018    |
| Ministero dei lavori pubblici, dello sviluppo e dell'amministrazione                   | Ministerul lucrărilor publice, dezvoltării și administrației                    | 4 novembre 2019    | 23 dicembre 2020   |
| Ministero dello sviluppo, dei lavori pubblici e dell'amministrazione                   | Ministerul dezvoltării, lucrărilor publice și administrației                    | 23 dicembre 2020   | Attivo             |

### Trasporti e infrastrutture
| Ministero                                                                    | Denominazione originale                                                   | Periodo d'attività | Periodo d'attività |
| Ministero                                                                    | Denominazione originale                                                   | Inizio             | Fine               |
| ---------------------------------------------------------------------------- | ------------------------------------------------------------------------- | ------------------ | ------------------ |
| Ministero dei trasporti                                                      | Ministerul transporturilor                                                | 2 gennaio 1990     | 28 giugno 1990     |
| Ministero dei trasporti                                                      | Ministerul transporturilor                                                | 30 aprile 1991     | 28 dicembre 2000   |
| Ministero dei trasporti                                                      | Ministerul transporturilor                                                | 5 aprile 2007      | 22 dicembre 2008   |
| Ministero dei trasporti                                                      | Ministerul transporturilor                                                | 21 dicembre 2012   | 4 novembre 2019    |
| Ministero dei lavori pubblici, dei trasporti e della gestione del territorio | Ministerul lucrărilor publice, transporturilor și amenajării teritoriului | 28 giugno 1990     | 30 aprile 1991     |
| Ministero dei lavori pubblici e della gestione del territorio                | Ministerul lucrărilor publice și amenajării teritoriului                  | 30 aprile 1991     | 28 dicembre 2000   |
| Ministero dei lavori pubblici, dei trasporti e delle abitazioni              | Ministerul lucrărilor publice, transporturilor și locuinței               | 28 dicembre 2000   | 19 giugno 2003     |
| Ministero dei trasporti, delle costruzioni e del turismo                     | Ministerul transporturilor, construcțiilor și turismului                  | 19 giugno 2003     | 5 aprile 2007      |
| Ministero dei trasporti e delle infrastrutture                               | Ministerul transporturilor și infrastructurii                             | 22 dicembre 2008   | 21 dicembre 2012   |
| Ministero dei trasporti e delle infrastrutture                               | Ministerul transporturilor și infrastructurii                             | 23 dicembre 2020   | Attivo             |
| Ministero dei trasporti, delle infrastrutture e delle comunicazioni          | Ministerul Transporturilor, Infrastructurii și Comunicațiilor             | 4 novembre 2019    | 23 dicembre 2020   |

### Turismo
| Ministero             | Denominazione originale | Periodo d'attività | Periodo d'attività |
| Ministero             | Denominazione originale | Inizio             | Fine               |
| --------------------- | ----------------------- | ------------------ | ------------------ |
| Ministero del turismo | Ministerul turismului   | 2 gennaio 1990     | 7 febbraio 1990    |
| Ministero del turismo | Ministerul turismului   | 19 novembre 1992   | 16 dicembre 1998   |
| Ministero del turismo | Ministerul turismului   | 28 dicembre 2000   | 19 giugno 2003     |
| Ministero del turismo | Ministerul turismului   | 22 dicembre 2008   | 23 dicembre 2009   |
| Ministero del turismo | Ministerul turismului   | 4 gennaio 2017     | 4 novembre 2019    |